# Mohamed Selliti
Mohamed Selliti, né le 28 mars 1981 à Sousse, est un footballeur tunisien évoluant au poste d'attaquant entre 2002 et 2014.

## Carrière

### Clubs
- 2001-juillet 2002 : Olympique de Béja (Tunisie)
- juillet 2002-juillet 2003 : Stade tunisien (Tunisie)
- juillet 2003-juillet 2006 : Club africain (Tunisie)
- juillet 2006-juillet 2007 : Étoile sportive du Sahel (Tunisie)
- juillet 2007-août 2009 : Stade tunisien (Tunisie)
- août 2009-juin 2010 : Ismaily SC (Égypte)
- juillet 2010-septembre 2012 : Stade tunisien (Tunisie)
- septembre 2012-juillet 2014 : Olympique de Béja (Tunisie)

### Équipe nationale
Il compte treize sélections avec la sélection nationale tunisienne.